# Quartier interdit (film)
Pour l'émission de télévision, voir Quartier interdit.
Pour plus de détails, voir Fiche technique et Distribution.
Quartier interdit (Sperrbezirk) est un film ouest-allemand réalisé par Will Tremper (de) et sorti en 1966.
Le film est basé sur une nouvelle d'Ernst Neubach, qui scénarise ici le dernier film de sa carrière.

## Synopsis
Ann, une jeune femme attirante, travaille dans un ciné-parc berlinois quand elle fait la connaissance d'un jeune agent immobilier hâbleur et charmant, Bernie Kallmann, dont elle tombe rapidement amoureuse. Ce qu'elle ne sait pas et que Bernie est un maquereau membre d'un gang contrôlant un réseau de prostitution dans la ville.
Alors que Bernie gagne peu à peu la confiance d'Ann et la pousse imperceptiblement à faire le trottoir, il tombe aussi peu à peu amoureux d'elle.

## Fiche technique
Sauf indication contraire, les informations mentionnées dans cette section peuvent être confirmées par la base de données cinématographiques IMDb,  présente dans la section « Liens externes ».
- Titre original allemand : Sperrbezirk[1]
- Titre français : Quartier interdit[2]
- Réalisation : Will Tremper (de)
- Scénario : Will Tremper (de)
- Photographie : Hans Jura (de)
- Montage : Ursula Möhrle
- Musique : Heinz Schreiter (de)
- Production : Ernst Neubach
- Société de production : Universum Film AG
- Pays de production :  Allemagne de l'Ouest
- Langue originale : allemand
- Format : Noir et blanc - 1,66:1 - Son mono - 35 mm
- Genre : Thriller[2]
- Durée : 94 minutes (1 h 34[1])
- Date de sortie :
  - Allemagne de l'Ouest : 3 juin 1966
  - France : 21 juin 1968[2]

## Distribution
- Harald Leipnitz : Bernie Kallmann
- Suzanne Roquette : Ann
- Guido Baumann : Detlev Rhombus
- Rudolf Schündler : Klipitzki
- Ruth Maria Kubitschek : La fille aux yeux bleus
- Ingeborg Schöner : Jolly
- Karel Štěpánek : Inspecteur Wagner
- Bruce Low : Le préfet de police
- Christian Rode : Fopper
- Helga Zeckra : Detta
- Ursula van der Wielen : Dora
- Christina von Falz-Fein : La baronne
- Ernst Neubach : Napoleon
- Max Nosseck : Nossy
- Johanna König (de) : Hannchen
- Günther Briner : Atze
- Ralf Gregan : L'assistant de police
- Dagmar Lassander : Betty
- Hans Clarin : Le barman
- Mary Roos : La chanteuse
- Dieter Hallervorden